# Prolibytherium
A Prolibytherium az emlősök (Mammalia) osztályának párosujjú patások (Artiodactyla) rendjébe, ezen belül a fosszilis Climacoceratidae családjába tartozó nem.

## Tudnivalók
A Prolibytherium fosszilis párosujjú patás nem volt, amely a középső miocén korszak idején élt, körülbelül 16,9-15,97 millió évvel ezelőtt. Maradványaikat először, csak Afrika területén, Líbiában és Egyiptomban fedezték fel, de újabban az ázsiai Pakisztánból is előkerültek.
A nagyjából 180 centiméter hosszú állat rokonságban állt a mai zsiráffal és okapival. Eltérően a mai zsiráfféléktől, a Prolibytherium-oknak volt egy sor nagy, levél alakú szarvszerű képződménye. A „szarvak” fesztávolsága 35 centiméter volt. Az állat valószínűleg a párkereséskor és viadalkor használta ezeket, mint a mai szarvasok.
Korábban a zsiráffélékhez sorolták. Az állatoknak, azért „Prolibytherium” a neve, mert régebben azt hitték, hogy a Sivatherium ősei, ennek a korábbi neve „Libytherium” és a zsiráffélékhez tartozik. De manapság, Prolibytherium-okat a Climacoceratidae családba helyezték, a széles, levél alakú „szarvai” miatt.

## Rendszerezés
A nembe az alábbi 2 faj tartozik:
- Prolibytherium fusum Danowitz et al., 2016
- Prolibytherium magnieri Arambourg, 1961 - típusfaj

### Fordítás
- Ez a szócikk részben vagy egészben  a   Prolibytherium című angol Wikipédia-szócikk ezen változatának fordításán alapul.  Az eredeti cikk szerkesztőit annak laptörténete sorolja fel. Ez a jelzés csupán a megfogalmazás eredetét és a szerzői jogokat jelzi, nem szolgál a cikkben szereplő információk forrásmegjelöléseként.